# Battaglia di Palestrina
La battaglia di Palestrina fu una battaglia della prima guerra di indipendenza italiana, svoltasi nel 1849.

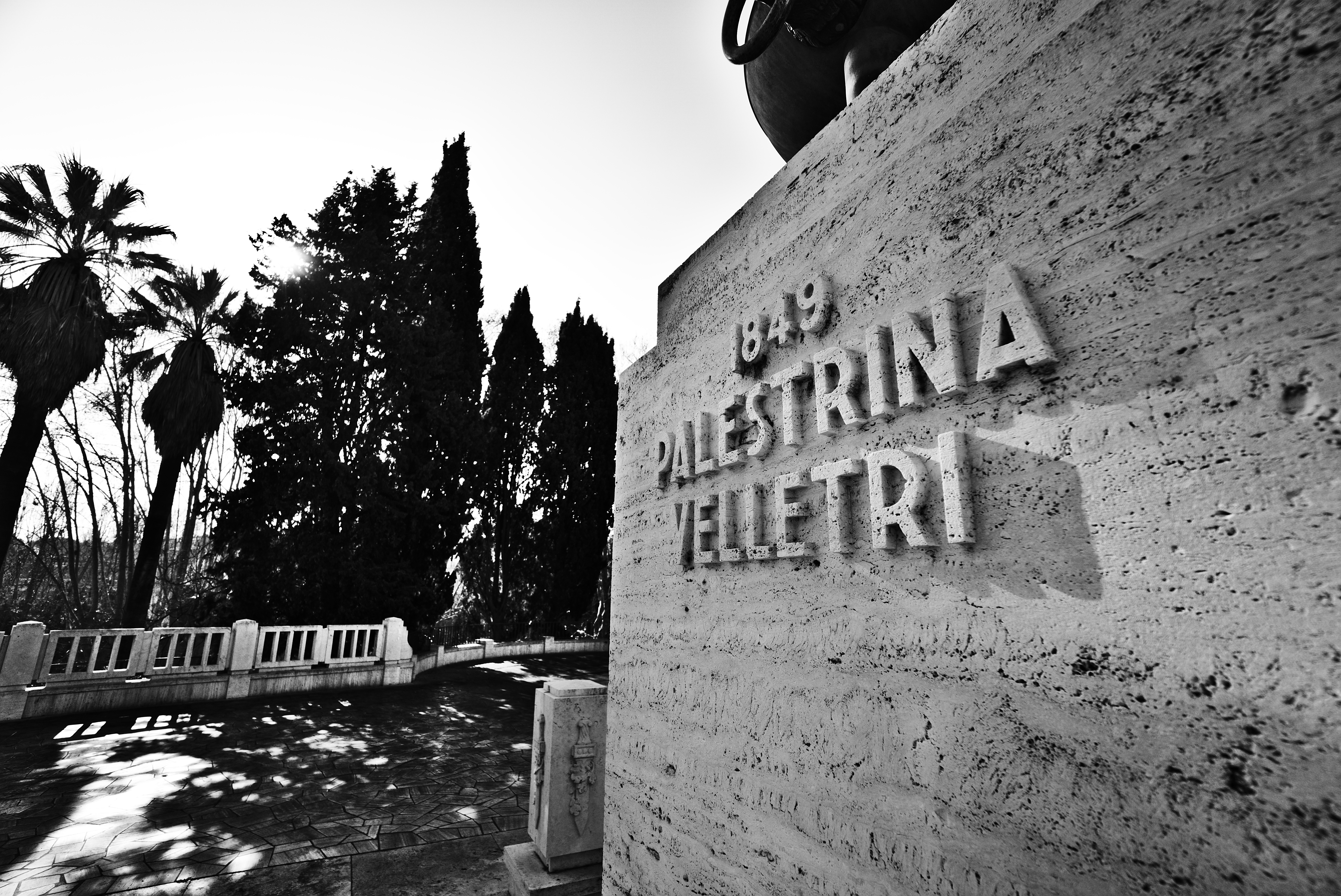
Epigrafe commemorativa sul Mausoleo Ossario Garibaldino

## Antefatto
Nel 1848, a Roma, a causa dell'omicidio del deputato Pellegrino Rossi, e al presunto voltafaccia del papa, il popolo era insorto, e aveva proclamato la repubblica, dando il potere a un triumvirato composto da Giuseppe Mazzini, Aurelio Saffi, Carlo Armellini.
In aiuto della nuova repubblica venne il generale Giuseppe Garibaldi, con la sua Legione italiana un corpo di volontari, che indossavano le celebri camicie Rosse.
Ma, per soffocare la nuova Repubblica, ben tre eserciti si misero in marcia: il Corpo di Spedizione francese, quello dell'esercito austriaco, e quello borbonico.
Dopo aver respinto i francesi, a Garibaldi fu dato l'ordine di fermare la colonna dei borbonici, che si stava avvicinando a Palestrina.

## Svolgimento
Dopo essere uscito dalla città, Garibaldi si inoltra nelle foreste circostanti, e i borbonici, che non intendevano avere questa spina sul fianco, inviarono il contingente di Lanza a stanare i garibaldini; questi, che nel frattempo si erano attestati a Castel San Pietro, quando videro arrivare i borbonici, li caricano sul pendio.
Dopo un furioso combattimento, i napoletani avanzano in due colonne avvicinandosi alle mura del paese: mentre Pietro Novi conduceva un attacco frontale, il Lanza tentava l'aggiramento.
I garibaldini attaccarono nuovamente, con Luciano Manara contrapposto al Novi, e Garibaldi, con Nino Bixio, contrapposto al Lanza. Il Manara con una manovra a tenaglia respingeva il Novi, mentre Garibaldi, sfruttando il terreno scosceso, respingeva un attacco di cavalleria, mettendo i borbonici in condizioni di inferiorità, arrivando infine, dopo tre ore di combattimenti a conquistare i caseggiati dove questi si erano asserragliati.

## Conclusione
Dopo questa battaglia l'esercito borbonico non fu  più impegnato nell'assedio a Roma, e il suo posto venne preso dall'esercito francese. La vittoria di Garibaldi non ebbe l'effetto di rimuovere l'assedio alla città o di far desistere le nazioni europee dall'intervenire contro la repubblica per ripristinare il potere papale.